# Sphingiforma pratti
Sphingiforma pratti är en fjärilsart som beskrevs av George Thomas Bethune-Baker 1906. Sphingiforma pratti ingår i släktet Sphingiforma och familjen trågspinnare. Inga underarter finns listade i Catalogue of Life.